# Los Cabos Open 2024
Los Cabos Open 2024 — тенісний турнір, що проходив на кортах з твердим покриттям у місті Лос-Кабос, Мексика з 19 лютого. Належав до категорії ATP 250.

## Фінальна частина

### Одиночний розряд
Джордан Томпсон —  Каспер Рууд 6–3, 7–6(7–4)

### Парний розряд
Макс Перселл /  Джордан Томпсон —  Ґонсало Ескобар /  Олександр Недовєсов 7–5, 7–6(7–2)